# (6265) 1985 TW3
(6265) 1985 TW3 (1985 TW3, 1953 RK1, 1969 TZ4, 1979 YG9, 1985 VQ1, 1987 GD1, 1990 CX) — астероїд головного поясу, відкритий 11 жовтня 1985 року.
Тіссеранів параметр щодо Юпітера — 3,665.